# Санта-Меса
Санта-Меса — район в Маниле. Он окружен рекой Пасиг с юго-западной стороны и рекой Сан-Хуан с южной и восточной сторон. Граничит с районом Сан-Мигель на западе и Сампалок на севере, на северо-востоке находится Кесон-Сити.
Санта-Меса раньше была частью района Сампалок, от которого она была отделена после того, как в 1911 году у нее появился собственный приход. Сейчас этот приход известен как Старая Санта-Меса, которая простирается от улицы Викторино Мапа до бульвара Магсайсай (ранее известный как бульвар Санта-Меса и улица Санта-Меса).

## Название
Название района происходит от иезуитов, которые окрестили этот район Эрмандад-де-Санта-Меса-де-ла-Мизерикордия («Братство Святого стола Милосердия»). Местная приходская церковь освещена в честь Пресвятого Сердца Иисуса, что являлось частью фразы «Центр Стола - Священное Сердце, через которое стекались все Благодати и Милосердие». Семья Туасон, землевладельцы Санта-Месы во время испанского колониального периода, предлагала obra pía («благочестивый труд») и предоставляла социальные услуги людям. Донья Альбина Туасон также пожертвовала землю, на которой находится церковь.
Более популярная народная этимология состоит в том, что это название является искажением испанского термина Santa Misa (Святая месса).

## История

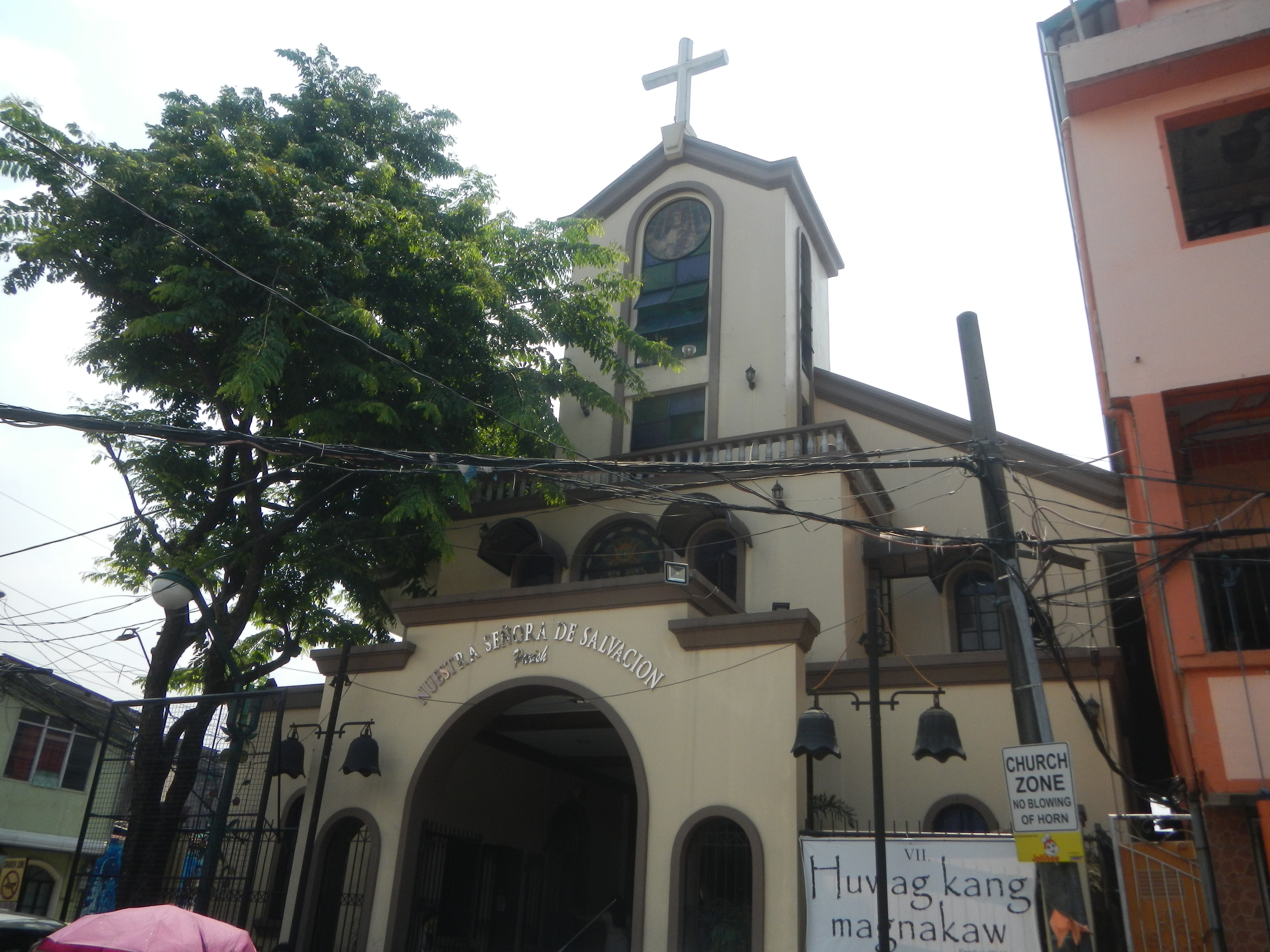
Приходская церковь Нуэстра-Сеньора-де-Сальвасьон

Санта-Меса располагалась в аллювиальных отложениях на месте слияния рек Пасиг и Сан-Хуан. Она принадлежала религиозному ордену иезуитов в испанскую эпоху, и именно в этот период Санта-Меса получила свое название. Санта-Меса более известна своей ролью в филиппино-американской войне, в которой этот район стал полем битвы. Конфликт начался, когда Уильям В. Грейсон застрелил филиппинского солдата на мосту Сан-Хуан между Санта-Месой и Сан-Хуаном. В конце 2003 года Национальная историческая комиссия Филиппин установила, что конфликт произошел не на мосту Сан-Хуан, а на пересечении улиц Сосьего и Силенсио.
Вплоть до раннего американского периода Санта-Меса был лишь одним из баррио, входящих в состав Сампалока, который был городом провинции Манила до того, как он был поглощен городом Манилой после его расширения в 1901 году. В 1911 году Санта-Меса стала отдельным религиозным районом от Сампалока, когда был основан первый и старейший приход на Филиппинах в честь его титульного покровителя, Святейшего Сердца Иисуса. Созданный приход теперь известен как Старая Санта-Меса, который простирался от В. Мапа до бульвара Санта-Меса. Район состоял из богатых и аристократических испанских и филиппинских семей, которые построили летние дома, примерами которых являются особняк Сосьего, бывший дом семьи Туасон, и особняк Каррьедо (в настоящее время известный как Античный дом в Пуресе), бывший дом генерал-губернатора Франсиско Карьедо-и-Передо, который возглавил систему водоснабжения города Манила. Состоятельных семей привлекал более прохладный климат Санта-Месы и живописные улицы, усеянные деревьями иланг-иланг вдоль бульвара Санта-Меса. Изобилие этих деревьев положило начало парфюмерной промышленности Санта-Месы — цветы собирали, прессовали, а масло в больших количествах экспортировали в парфюмерные магазины Франции.

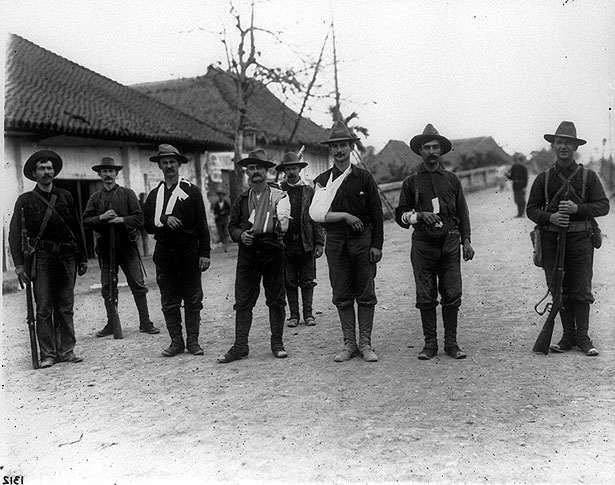
Раненые солдаты во время филиппино-американской войны.

Небольшой поселок стал местом расположения госпиталя для лечения раненых во время Второй мировой войны. Город испытал свой рост после войны. Санта-Меса был местом застройки пригорода 1950-х годов из-за его близости к центральной Маниле. Рынок Санта-Меса был построен примерно в этот период. Это был большой торговый комплекс, который стал популярным благодаря продаже товаров Post eXchange или PX с американских баз на Филиппинах, поэтому он назывался Stop & Shop.
Когда были созданы избирательные округа Манилы, Санта-Меса была отделена от Сампалока и попала под юрисдикцию 6-го округа. Национальная перепись по-прежнему считает Санта-Месу частью Сампалока для статистических целей.

## География
Санта-Меса расположена в восточной части города Манилы. Район ограничен на западе проспектом Лаксон, отделяющим его от Сан-Мигеля, по бульвару Рамон Магсайсай на севере граничит с Сампалоком. Северо-восточная граница Санта-Месы находится к западу от торгового центра SM City Sta. Mesa. Хотя в названии торгового центра есть «Санта-Меса», он расположен в Кесон-Сити, недалеко от городской черты Манилы.
Юго-западная сторона Санта-Месы проходит вдоль реки Пасиг, а южная и восточная стороны - вдоль реки Сан-Хуан. Через реку Сан-Хуан находятся города Сан-Хуан на востоке и небольшая часть Мандалуйонга на юго-востоке. Через реку Пасиг находятся манильские районы Санта-Ана на юге и Пандакан на юго-востоке.
Рельеф местности относительно плоский, так как некоторые естественные перепады высот сглажены за счет урбанизации.

## Достопримечательности
- Бакуд

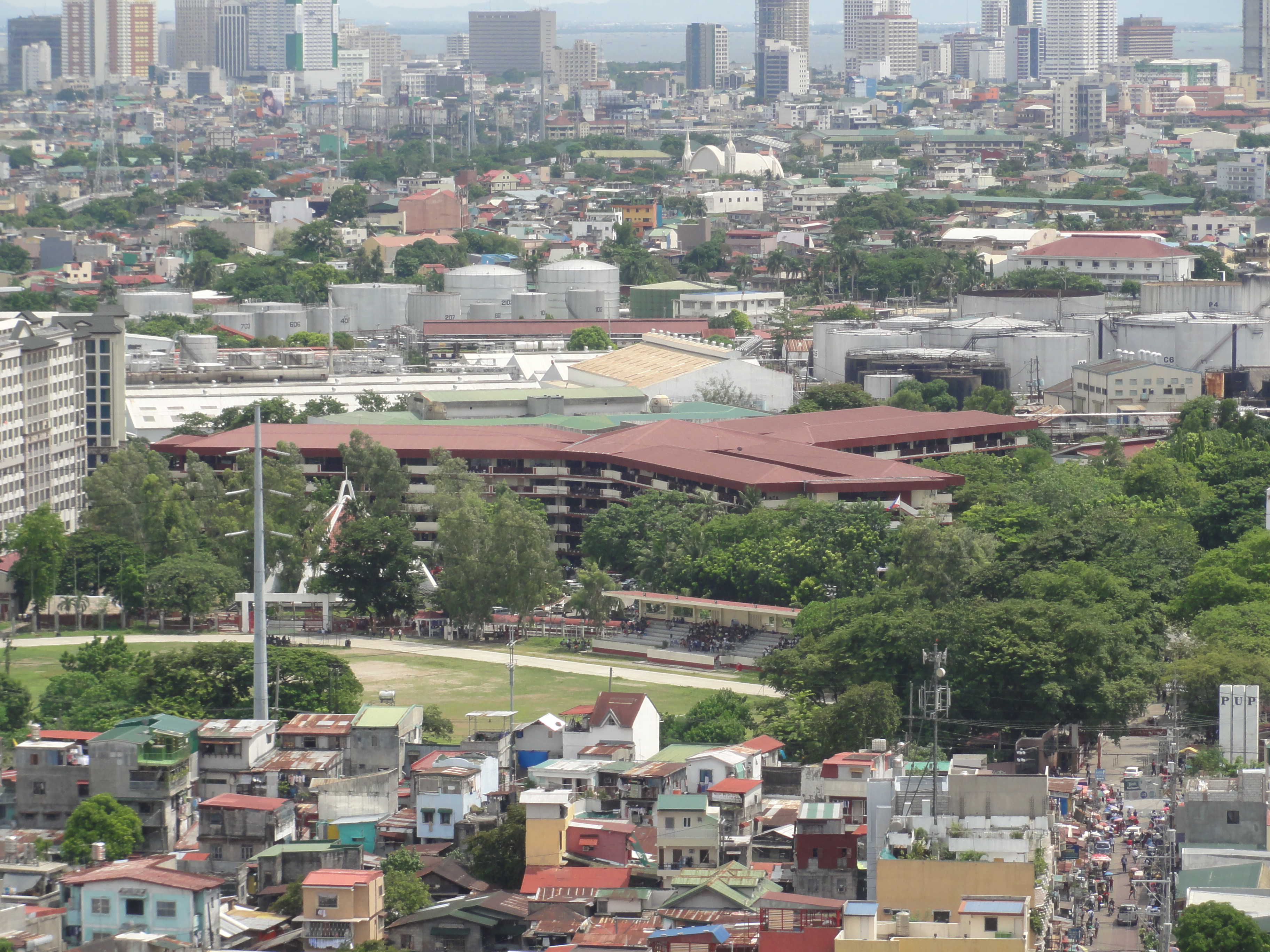
Главный кампус Политехнического университета Филиппин, вид с воздуха.

- Banda Kawayan Pilipinas (Бамбуковая группа Политехнического университета)
- Объединенная церковь Христа на Филиппинах
- Хампстед Гарденс
- Филиппинская независимая церковь Бакуд (приход Доброго пастыря)
- Храм Мабини, бывший дом Аполинарио Мабини, героя филиппинской революции, расположен внутри Политехнического университета.
- Больница Богоматери Лурдской
- Политехнический университет Филиппин
- Католическая школа Святого Сердца Иисуса
- Особняк Карьедо (бывший дом генерал-губернатора Дона Франсиско Карьедо и Передо, который разработал проект системы водоснабжения Манилы)